# 尼基塔 (克里米亞)

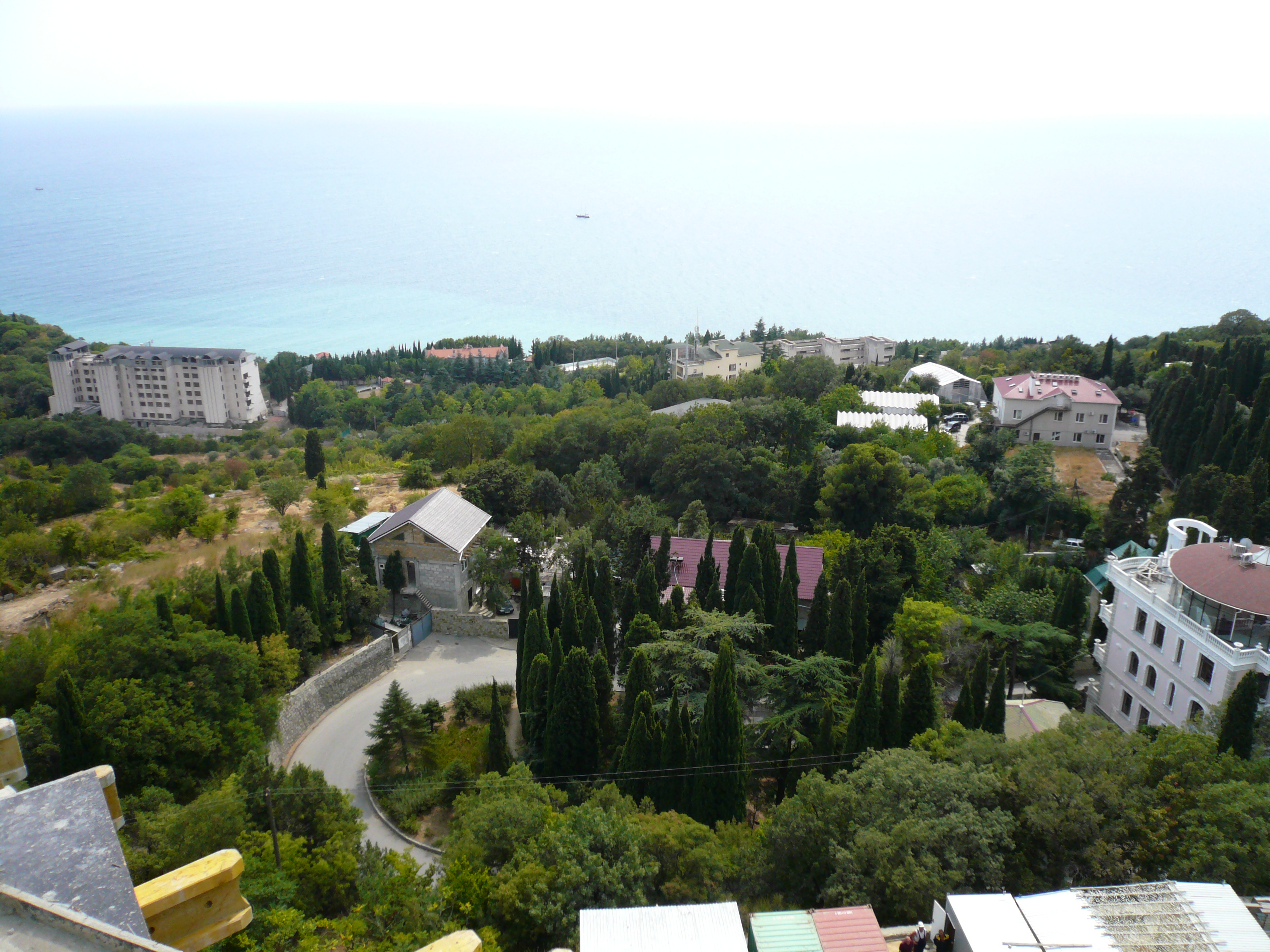

尼基塔（烏克蘭語：Нікіта），法理上是乌克兰克里米亚自治共和国雅尔塔区的市级镇，但事实上是俄罗斯克里米亞共和國雅尔塔市议会下辖的市级镇。距離奧特拉德諾耶70公里，始建於1812年，面積3.02平方公里，海拔高度250米，2011年人口2,454，人口密度每平方公里811.75人。2014年克里米亞危機后乌克兰和俄罗斯均主张为自己领土。